# Sobradinho (kommun i Brasilien, Rio Grande do Sul)
Sobradinho är en kommun i Brasilien.   Den ligger i delstaten Rio Grande do Sul, i den södra delen av landet, 1 600 km söder om huvudstaden Brasília. Antalet invånare är 14 285. Arean är 130 kvadratkilometer.
Terrängen i Sobradinho är kuperad åt nordväst, men åt sydost är den platt.
I omgivningarna runt Sobradinho växer huvudsakligen savannskog. Runt Sobradinho är det glesbefolkat, med 16 invånare per kvadratkilometer.